# Jürgen Schober
Jürgen Schober (* 4. April 1948 in Oldenburg in Oldenburg) ist ein deutscher Kameramann und Produzent.
Er gründete 2003 in Mainz die Produktionsfirma SVM. Sein Schwerpunkt ist die Aufnahme als Kameramann für Dokumentationen und Berichterstattung, wie Reportagen. Dabei werden die Aufnahmen im eigenen Studio bis zur DVD produziert oder als Masterband erstellt. 

## Werk
- Für seine Heimatstadt Oldenburg wurde 2004 die Dokumentation „Oldenburg Gestern und Heute“ produziert. Es folgten u. a. 2005 die große Doku für seine zweite Heimatstadt Mainz, der Film „Der Mainzer Kalender“, in dem auch der Besuch von US-Präsident George W. Bush und der Gast Mario Adorf, Margit Sponheimer, Buddy Becker und natürlich auch der 1. FSV Mainz 05 sowie Karl Lehmann vorkommen.
- 2006 folgten zwei Projekte, in Norden-Norddeich "Hoch im (in) Norden" und fast gleichzeitig "Sprudelnde Lebensfreude in Bad Schwalbach" mit Renate Kohn vom ZDF (Ein Fall für Zwei) und Buddy Becker aus Mainz. Auch 2006 in Rottweil, der Film "Hu, HU, HU" mit dem großen Narrensprung.
- 2007 war er schwerpunktmäßig als Filmemacher für die Opera Classica unterwegs und zeichnete weltberühmte Opern und Konzerte auf, u. a. in Kloster Eberbach, Limburg, Schloss Braunfels, Wetzlar, Versailles in Frankreich, Valencia und Gijón in Spanien und Frauenalb und Bad Schwalbach. Ebenso entstand 2007 die Doku über die Pilger in der französischen Stadt Lourdes. Bundespräsident Horst Köhler begleitete er im November bei seiner Tagestour durch die Westpfalz.
- 2008 hat er mehrere Projekte in Angriff genommen. Schwerpunkt wird eine Dokumentation über das Wattenmeer sein, mit der Aufzuchtstation der Heuler, Wattwanderung und auch Fischfang. Dafür hat er wieder den Ort Norddeich ausgesucht. Es folgen noch Berichte über Passau, Bingen am Rhein und Seligenstadt. Im März 2008 hat er als Autor für die Fachzeitschrift "Videofilmen" einen Beitrag über Dreharbeiten bei Konzerten veröffentlicht.

| Personendaten    | Personendaten                      |
| ---------------- | ---------------------------------- |
| NAME             | Schober, Jürgen                    |
| KURZBESCHREIBUNG | deutscher Kameramann und Produzent |
| GEBURTSDATUM     | 4. April 1948                      |
| GEBURTSORT       | Oldenburg in Oldenburg             |